# Only Time
Az Only Time Enya ír dalszerző és énekesnő első kislemeze A Day without Rain című albumáról. A kislemez az albummal egyidőben jelent meg, 2001-ben pedig egy remixe is megjelent. A remixet a S.A.F. (Christian B. és Mark Dold), valamint Enya producere, Nicky Ryan készítették. Az Egyesült Államokban ez Enya legnagyobb slágere, a 10. helyig jutott a Billboard Hot 100 slágerlistán és listavezető lett a Hot Adult Contemporary Tracks listán.
A 2001. szeptember 11-ei terrortámadás után egy New York-i készített egy Macromedia Flash prezentációt a támadás áldozatairól, és az Only Time remixét használta aláfestő zeneként. A fájl gyorsan elterjedt az interneten és nagyban hozzájárult a dal népszerűségéhez. A dalt a televízióban is használták a terrortámadásról szóló műsorok aláfestő zenéjeként.
A dal az Édes november című film egyik betétdala volt. Feldolgozta Keedie brit énekes I Believe My Heart, valamint a Twelve Girls Band kínai együttes Eastern Energy című albumán.

## Változatok
A kislemez különböző kiadásai.

### 2000
CD kislemez (Németország)
1. Only Time
2. The First of Autumn

CD maxi kislemez (Németország, Korea, Japán)
Kazetta (Egyesült Királyság)
1. Only Time
2. The First of Autumn
3. The Promise

CD maxi kislemez (Egyesült Királyság; promó)
1. Only Time
2. Snow (Working Title) (a First of Autumn ideiglenes munkacíme)
3. The Promise

### Remix; 2001
CD kislemez (Németország)
1. Only Time
2. Only Time (Remix)

CD maxi kislemez (Egyesült Királyság)
1. Only Time (Remix)
2. Oíche chiúin
3. Only Time

CD maxi kislemez (USA)
1. Only Time (Remix)
2. Oíche chiúin
3. Willows on the Water

CD maxi kislemez (Ausztrália, Kanada, Németország, Japán, Dél-Afrika)
1. Only Time (Remix)
2. Oíche chiúin
3. Willows on the Water
4. Only Time

7" kislemez (USA)
1. Only Time (Remix)
2. May It Be

CD kislemez (promó; 2001)
1. Only Time (Pop Radio Remix)

## Helyezések
| Slágerlista (2000)                          | Legmagasabb helyezés |
| ------------------------------------------- | -------------------- |
| Brit kislemezlista                          | 13                   |
| Francia kislemezlista                       | 51                   |
| Holland kislemezlista                       | 44                   |
| Német kislemezlista                         | 50                   |
| Olasz kislemezlista                         | 17                   |
| Osztrák kislemezlista                       | 2                    |
| Svájci kislemezlista                        | 1                    |
| Svéd kislemezlista                          | 30                   |
| USA Billboard Hot 100                       | 10                   |
| USA Billboard Hot Adult Contemporary Tracks | 1                    |

## Külső hivatkozások
- Flash prezentáció
- "My Account of That Day" by Steve Golding